# Angerville (Essonne)
Angerville település Franciaországban, Essonne megyében. Lakosainak száma 4416 fő (2022. január 1.). Angerville Monnerville, Intréville, Andonville, Autruy-sur-Juine, Pussay, Le Mérévillois, Gommerville és Neuville Saint Denis községekkel határos.

## Népesség
A település népességének változása:
| Lakosok száma | 4174 | 4193 | 4282 | 4270 | 4310 | 4353 | 4374 | 4395 | 4416 |
|               | 2013 | 2015 | 2016 | 2017 | 2018 | 2019 | 2020 | 2021 | 2022 |